# 陶啓勝
陶啓勝（とう けいしょう、1883年 - 1911年10月11日）または陶啓聖は、新軍第八鎮工兵第八営第二哨哨長（小隊長に相当）で、1911年の武昌起義において、最初に戦死した人物である。湖北省の出身。
1911年10月10日、革命家の劉復基・彭楚藩・楊宏勝がロシア人警官の捜査を受けて逮捕された。湖広総督の瑞澂は3名を公開斬首刑とし、新軍内の革命家に動揺が広がっていた。夕方、正目（班長に相当）金兆龍と兵士の程定国は小銃と弾薬箱を持ち出し、仰向けに寝そべっていた。それを発見した陶啓勝は「謀反する気か？」と二人を詰問した。金兆龍は「反乱だ！ 反乱！ すぐに反乱を起こしてやる！ 」と反抗したため陶啓勝は激怒、金兆龍を平手打ちし、トラブルとなった。陶啓勝の方が優勢となり、金兆龍は取り抑えられた。そこへ小銃を持って駆け付けた革命派の程定国が金兆龍に加勢、程定国から銃床で殴りつけられた陶啓勝は負傷してしまった。形成不利となった陶啓勝は逃げ出したが、兵舎での暴動鎮圧のため駆けつけた管帯（大隊司令官）阮栄発により革命派と間違われ、誤射されてしまう。彼は革命派だった弟の陶啓元副正目（副分隊長に相当）の救護を受けたが、翌日に出血多量で亡くなった。
言い伝えによると、陶啓勝の弟の陶啓元と「革命軍大隊長」の熊秉坤は義兄弟だった。蜂起計画を知らされた陶啓元は兄の身を案じ、蜂起に巻き込まれないよう忠告を行ったが、逆に陶啓勝は蜂起計画を知って警戒を強化し、金兆龍とトラブルになったとされる。また別説よると、陶啓元は陶啓勝に蜂起計画を直接忠告したのではなく「運勢が悪くなっているから回避しよう」と説得したが、「軍人がそんなものを信じるとでも？」と取り合わなかったため、戦死したとされている。